# Tatu-bola-do-nordeste
O tatu-bola-do-nordeste (Tolypeutes tricinctus) é uma das duas espécies catalogadas do gênero topileutes (Tolypeutes). Seu habitat são as "savanas brasileiras", principalmente a caatinga, nas regiões centro-oeste e nordeste brasileiras, estendendo-se até a parte mais oriental do cerrado. Sua área de ocorrência é restrita à quase totalidade dos estados de Pernambuco, Paraíba, Alagoas, Ceará, Rio Grande do Norte, Sergipe, Minas Gerais, Bahia, Piauí, Tocantins e Mato Grosso. Originalmente ocorria em grande parte do nordeste e centro-oeste do Brasil, porém por causa da caça sua distribuição foi lentamente sendo reduzida.
Os animais desta espécies não são adaptados para a escavação de buracos e a vida subterrânea. São os únicos tatus que, quando acuados, tem o hábito de enrolar-se completamente dentro da carapaça, formando uma bola de fácil condução.
De acordo com a União Internacional para a Conservação da Natureza e dos Recursos Naturais (IUCN) e com o Instituto Chico Mendes de Conservação da Biodiversidade (ICMBio), o tatu-bola-do-nordeste é uma espécie ameaçada de extinção, com estado de conservação vulnerável.
O tatu-bola-do-nordeste foi escolhido como mascote da copa do mundo de 2014. A Associação Caatinga organização não-governamental que atua na conservação do bioma, lançou em 2012 a campanha nacional "Tatu-bola para mascote da Copa do Mundo de 2014". Atualmente desenvolve em parceria com a The Nature Conservancy e o grupo de especialistas de Xenarthros da IUCN um projeto de conservação do tatu-bola que pretende reduzir o risco de extinção da espécie.

## Características
O tatu-bola-do-nordeste é, em média, um pouco maior que seu primo do sul, o mataco (Tolypeutes matacus), alcançando de 32 a 39 centímetros de comprimento do focinho ao ventre (média de 35,7 centímetros), aos quais somam-se os 5 centímetros da cauda. Esta é imóvel e comparativamente mas curta que a dos matacos. O peso varia de 1,1 a 1,6 quilo, sendo que observações feitas em campo mostram que os machos são um pouco maiores que as fêmeas. Seu tipo corporal é semelhante ao dos matacos, possuindo também uma armadura ligadas às suas costas, a qual cobre o seu corpo até suas pernas e divide-se em um segmento anterior e um segmento posterior, ligados por três cintas flexíveis. A principal diferença pode ser observada nas extremidades dos membros torácicos, os quais tem cinco dedos com garras e não quatro, como os matacos.

## Sistemática
O tatu-bola-do-nordeste é uma espécie do gênero dos tatus-bola, tolipeutes (Tolypeutes), à qual também pertence o mataco (Tolypeutes matacus). A principal característica deste gênero é a capacidade de, na eminência de um perigo, enrolar-se completamente dentro da carapaça, tomando a forma de bola. Ambas as espécies estão subordinadas à família dos  tatus (clamiforídeos). Dentro desta, o gênero tolipeutes forma a sua própria subfamília, a dos tolipeutíneos (Tolypeutinae), à qual o tatuaçu (priodontes) e o tatu-de-rabo-mole (Cabassous) também pertencem. Esta subfamília forma o táxon-irmão da subfamília dos eufractíneos (Euphractinae), à qual pertencem, entre outras espécies, os pichiciegos-menores. De acordo com investigações biológico-moleculares, ambas as subfamílias já haviam divergido há mais de 33 milhões de anos, no oligoceno, sendo que os tolipeutíneos começaram a diferenciar-se mais fortemente no início do Mioceno. O fóssil mais antigo do gênero tolipeutes de que se tem conhecimento é um Tolypeutes pampaeus do Pleistoceno Inferior.

## Galeria de imagens

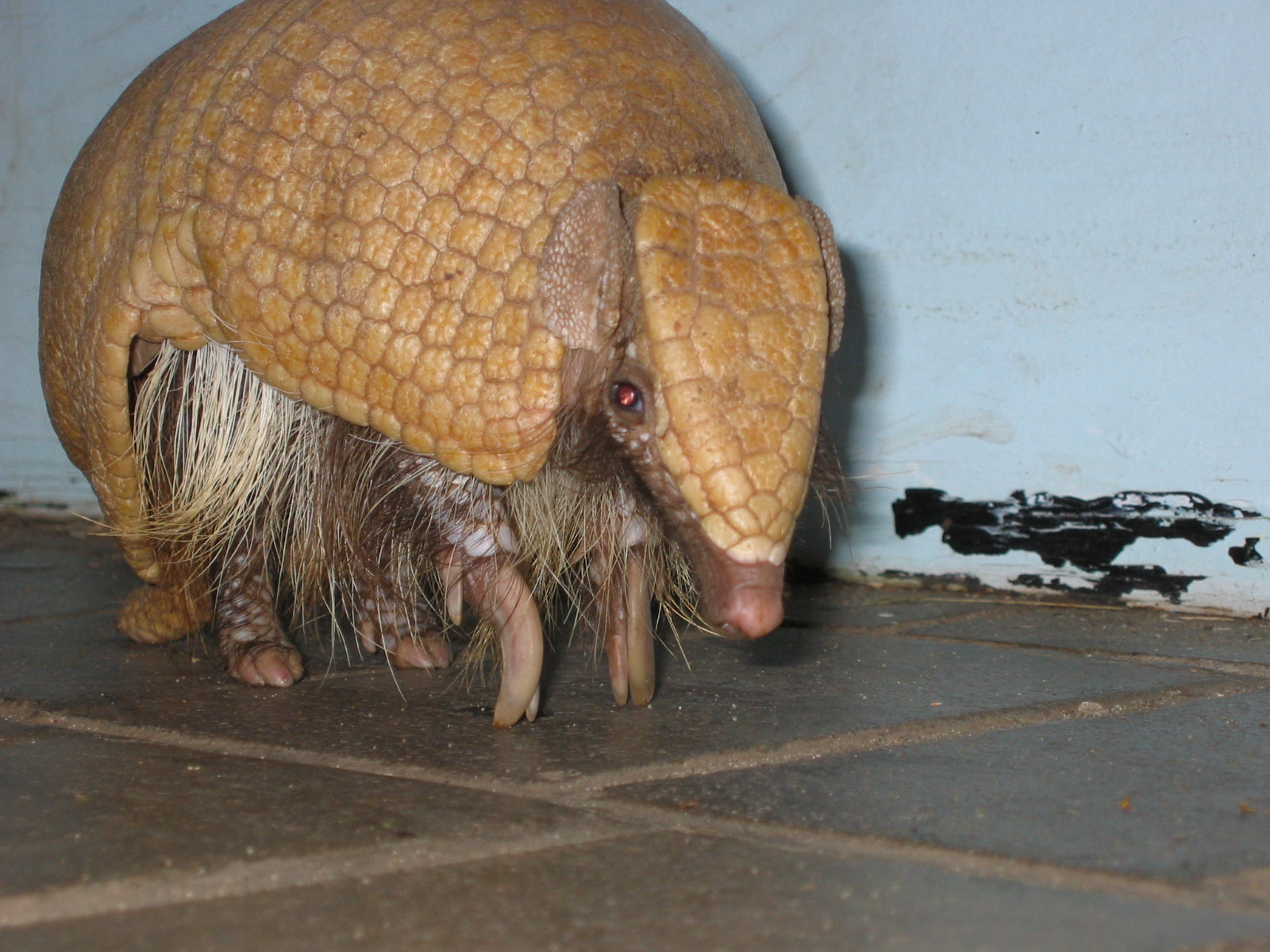
Espécime do Zoológico em Edmonton
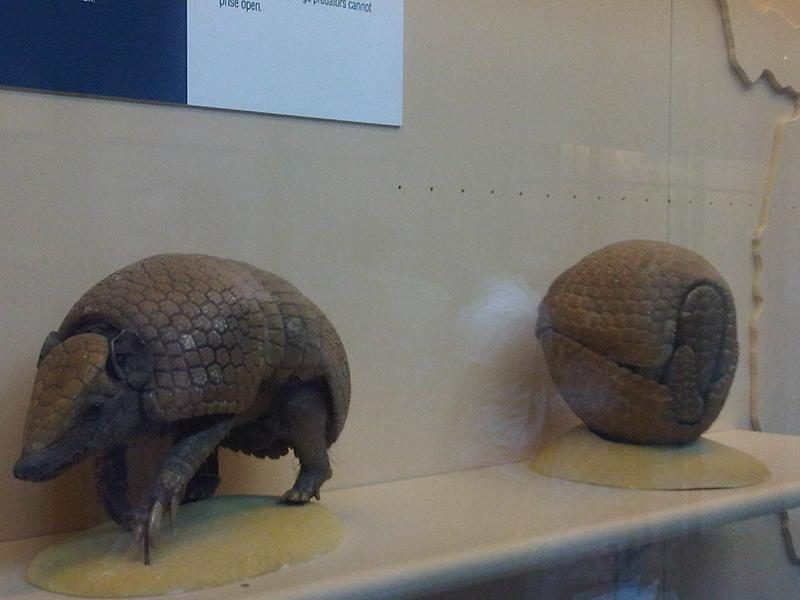
Exemplares taxidermizados expostos no Museu de História Natural de Londres
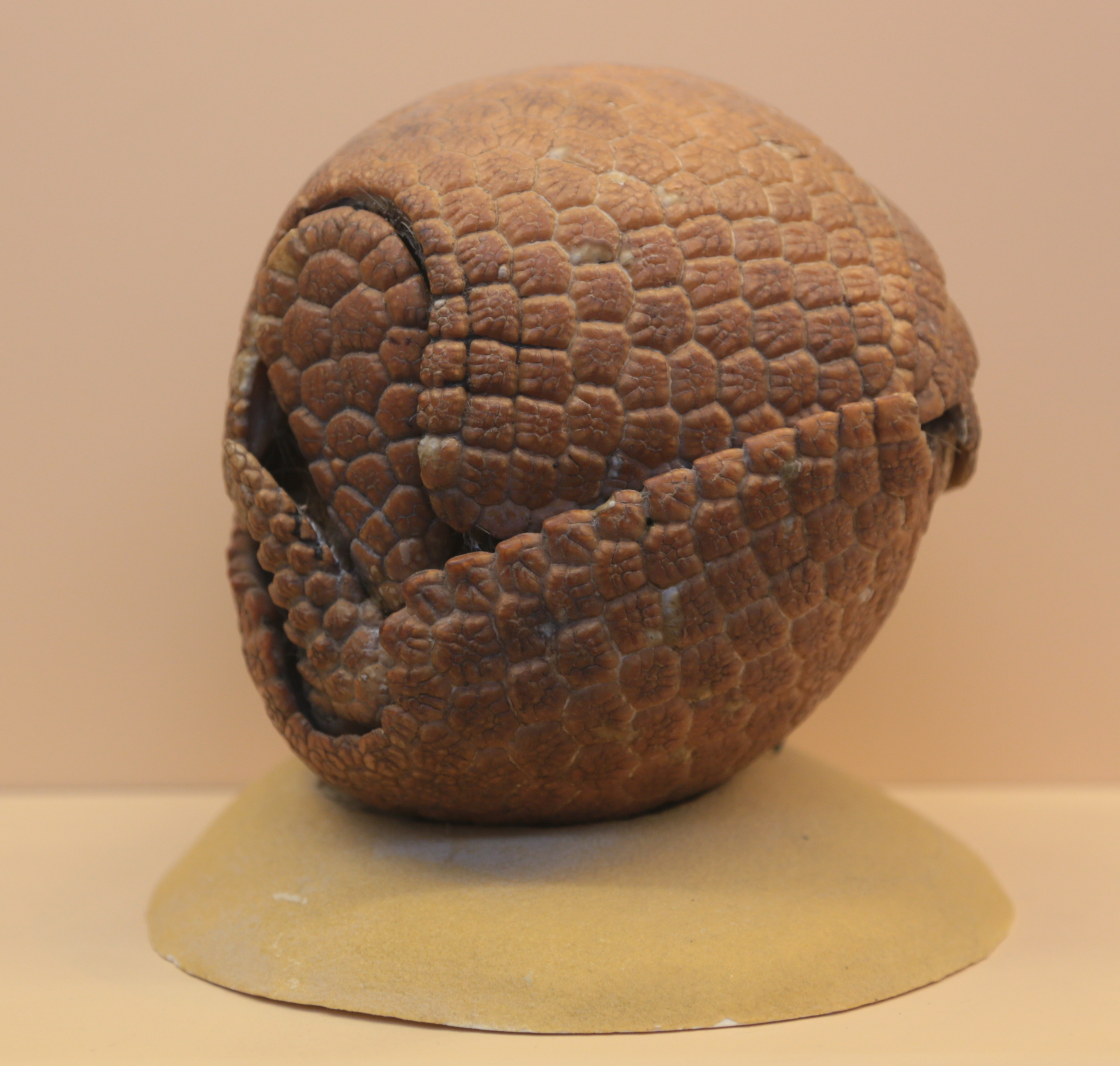
Tolypeutes tricinctus enrolado em uma bola defensiva.